# Wienerfilharmonikernas nyårskonsert 1966
Wienerfilharmonikernas nyårskonsert 1966 räknas som den 26:e nyårskonserten från Wien och ägde rum den 1 januari 1966 i Wiens Musikverein. Den dirigerades för tolfte gången av Willi Boskovsky. Det var den åttonde nyårskonserten vars 2:a del sändes på TV, och senare som en Eurovision-sändning. 
Konserten var en viktig milstolpe i historien om Wienerfilharmonikernas nyårskonserter när det gäller dess nuvarande globala inverkan: Å ena sidan var det den åttonde nyårskonserten, vars 2:a del sändes på tv, men å andra sidan var det även ett nytt samarbete mellan Eurovision och Intervision, TV-föreningen för dåtidens socialistiska stater: Den sändes därmed officiellt för första gången bakom den så kallade "Järnridån".

## Historia

### Allmän bakgrund
Strikt räknat var det Wienerfilharmonikernas 21:a nyårskonsert, eftersom det inte var förrän 1946 som Josef Krips introducerade denna titel, som behölls 1947 och därefter. Dessutom var det den 27:e Årsskifteskonserten, för vid årsskiftet 1939/40 gavs det en Außerordentliches Konzert (extraordinär konsert) av Wienerfilharmonikerna, som dock ägde rum på nyårsafton 1939. Från 1941 dirigerades den av Clemens Krauss, med undantag för åren 1946 och 1947 då Krauss förbjöds att dirigera på grund av sin närhet till nazistregimen och ersattes av Josef Krips.
Efter Clemens Krauss död 1954 valdes Willi Boskovsky enhälligt av orkestermedlemmarna till positionen som permanent dirigent för nyårskonserten, som han dirigerade för första gången 1955 (och fram till 1979). Willi Boskovsky är ihågkommen för att han dirigerade om inte hela, så åtminstone stora delar av konserten (mestadels valserna), med violinstråken och fiolen vilande på höften och upprepade gånger med sitt fiolspel förmådde orkestern att anamma hans speciella spelstil
förde den till hakan för att överföra sin egen violinrelaterade fart till orkestern.
Enskilda musikstycken ackompanjerades av balettinspelningar. Medlemmar ur baletten i Volksoper Wien dansade, koreografin gjordes av Dia Luca.

### TV-sändning för första gången via Intervision
Den andra delen av nyårskonserten sändes på TV. Det var ett Eurovision-program gemensamt producerat av österrikiska ORF och schweizisk TV. 
Genom ett samarbete med Intervision – en institution jämförbar med Eurovision i dåtidens socialistiska länder – som ORF och även finsk TV tillhörde, kom denna nya konstellation till: Intervision såg till att Wienerfilharmonikernas nyårskonsert distribuerades till dess medlemsländer men det var upp till länderna själva att avgöra om de skulle sända det.
Efter att ha övervunnit många tekniska svårigheter och politiska reservationer från båda sidor lyckades nyårskonserten 1966 sända via Intervision, vilket var statistiskt märkbart genom en plötslig ökning av antalet länder där den sändes.
Förutom i Österrike sändes programmet i Belgien, Västtyskland, Frankrike, Storbritannien, Italien, Nederländerna, Sverige, Schweiz, Finland, Norge, Spanien, Danmark och Jugoslavien. Luxemburg avstod 1966. Via Intervision sändes programmet i Bulgarien, Tjeckoslovakien, Östtyskland, Polen, Rumänien, Sovjetunionen och Ungern: totalt i 21 länder.

## Program

### 1:a delen
1. Johann Strauss den yngre: Ouvertyr till operetten Der Zigeunerbaron
2. Johann Strauss den yngre: Carnevals-Botschafter (Vals), op. 270*
3. Johann Strauss en yngre: Im Krapfenwaldl (Polka française), op. 336
4. Johann Strauss en yngre: Banditen-Galopp (Polka schnell), op. 378
5. Johann Strauss en yngre: Stadt und Land (Polka Mazur), op. 322
6. Josef Strauss: Jokey-Polka (schnell), op. 278
7. Johann Strauss en yngre: Künstlerleben (Vals), op. 316

### 2:a delen
1. Johann Strauss en yngre: Ouvertyr till operetten Das Spitzentuch der Königin
2. Josef Strauss: Aquarellen (Vals), op. 258
3. Johann Strauss den yngre: Annen-Polka, op. 117
4. Josef Strauss: Ohne Sorgen (Polka schnell), op. 271
5. Johann Strauss den äldre: Sperl-Galopp, op. 42*
6. Joseph Lanner: Hofballtänze (Vals), op. 161
7. Johann Strauss den yngre: Vergnügungszug (Polka schnell), op. 281
8. Johann Strauss den yngre: Neue Pizzicato-Polka, op. 449
9. Johann Strauss den yngre: Unter Donner und Blitz (Polka schnell), op. 324

### Extranummer
1. Josef Strauss: Auf Ferienreisen (Polka (schnell)), op. 240
2. Johann Strauss den yngre: An der schönen blauen Donau (Vals), op. 314
3. Johann Strauss den äldre: Radetzkymarsch, op. 228

Verkförteckningen och verkens ordning finns på Wienerfilharmonikernas webbplats.
De verk markerade med * stod för första gången på programmet till en nyårskonsert.